# Thapsinochernes flavus
Thapsinochernes flavus är en spindeldjursart som beskrevs av Beier 1957. Thapsinochernes flavus ingår i släktet Thapsinochernes och familjen blindklokrypare.

## Underarter
Arten delas in i följande underarter:
- T. f. flavus
- T. f. major